# Michael McDonald (lottatore)
Michael McDonald (Modesto, 15 gennaio 1991) è un atleta di arti marziali miste statunitense.
Combatte nella categoria dei pesi gallo per l'organizzazione UFC, nella quale è stato un contendente al titolo dei pesi gallo ad interim nel 2013 quando venne sconfitto dal campione Renan Barão.
È stato campione di categoria nella lega locale Tachi Palace Fights.
Ha un fratello, Brad McDonald, anch'egli professionista di MMA.
Nel 2010 venne inserito nella lista dei migliori 25 lottatori under 25 e nel 2011 venne indicato da MMARanked.com come il quinto miglior prospetto delle MMA.

## Carriera nelle arti marziali miste

### Inizi
McDonald inizia ad interessarsi agli sport da combattimento all'età di dieci anni, quando entra in una scuola di kickboxing; successivamente passa alle arti marziali miste a 14 anni di età ed esordisce come professionista a 16 anni nella promozione californiana Gladiator Challenge.
Vive in una famiglia di lottatori, in quanto anche i suoi due fratelli praticano arti marziali miste.
Combatte nella Gladiator Challenge dal 2007 al 2008 con un record di 7-0.
Successivamente combatte per il titolo dell'organizzazione PFC ma viene sconfitto dall'ex campione dei pesi piuma WEC Cole Escovedo.
Subito dopo la sua prima sconfitta in carriera patita nella PFC passa alla Tachi Palace Fights, organizzazione nella quale si mette definitivamente in luce come un peso gallo di indiscutibile valore grazie alle vittorie per KO sui veterani WEC Manny Tapia e Cole Escovedo, sul quale si prende la rivincita dopo la sconfitta del 2009 e vince il titolo dei pesi gallo TPF.

### World Extreme Cagefighting
Il 19 settembre 2010 con la firma del contratto che lo lega alla prestigiosa organizzazione WEC McDonald diviene il più giovane lottatore tra i roster delle organizzazioni controllate dalla Zuffa.
Esordisce l'11 novembre con una vittoria per sottomissione contro Clint Godfrey.

### Ultimate Fighting Championship
Nel 2011 con l'acquisto della WEC da parte dell'UFC Michael McDonald entra a far parte del roster dell'organizzazione guidata da Dana White.
Si presenta al primo incontro con alle spalle un record personale di 11-1; l'avversario è lo striker Edwin Figueroa, scelto in sostituzione dell'indisponibile Nick Pace, e McDonald si impone ai punti.
Successivamente vince ma non convince contro Chris Cariaso che rimpiazzava l'infortunato Norifumi Yamamoto.
Prima della fine dell'anno mette KO l'esordiente Alex Soto nella sua terza sfida UFC e quindi l'organizzazione gli permette di affrontare uno dei primi 10 pesi gallo al mondo e leggenda della WEC quale è Miguel Torres: McDonald esce vittorioso per KO nel primo round, rendendo ancor più solida la sua posizione di top fighter nella categoria.
Nel 2013 vennero istituiti i ranking ufficiali dell'UFC per ogni categoria di peso, con McDonald classificato come il contendente numero 2 nella divisione dei pesi gallo dietro al campione Dominick Cruz ed al campione ad interim Renan Barão.
Nel febbraio fu il contendente al titolo ad interim contro il campione Renan Barão: McDonald iniziò abbastanza bene con il suo striking potente, ma pagò il miglior grappling dell'avversario e la mancanza di esperienza negli incontri lunghi, e durante il quarto round finì sottomesso per strangolamento; fu la sua prima sconfitta in UFC.
Si riprese bene in agosto sottomettendo con un triangolo il contendente numero 5 dei ranking Brad Pickett, ottenendo nella stessa sera i premi Submission of the Night e Fight of the Night.
In dicembre perde contro l'ex campione WEC e contendente numero 1 dei ranking UFC Urijah Faber, venendo sottomesso durante il secondo round.
Dopo un'assenza dall'ottagono per una durata di due anni a causa di numerosi infortuni e interventi, tra cui un'operazione alla mano e al polso, McDonald tornò a combattere all'evento UFC 195 del 2 gennaio 2016 affrontando Masanori Kanehara. Dopo essere stato dominato al tappeto nella prima ripresa, McDonald si ritrovò ancora al suolo anche nel secondo round; durante un tentativo di sottomissione da parte del giapponese, che tentò di chiudere il match con un triangolo di braccio, McDonald riuscì incredibilmente ad uscire dalla sottomissione e ad raggiungere le spalle del suo avversario, da questa posizione lo chiuse in uno strangolamento da dietro che gli consegnò la vittoria. Inoltre venne premiato con il riconoscimento Performance of the Night.
A luglio dovette affrontare il brasiliano John Lineker. Dopo quasi 2 minuti dall'inizio dell'incontro, McDonald venne colpito da un potente gancio destro susseguito da un gancio sinistro, rimanendo stordito temporaneamente; i due cominciarono una vera e propria "rissa" dove si scambiarono un gran numero di pugni. Dopo 30 secondi, McDonald riprese la lucidità ma si ritrovò schiacciato contro la gabbia a causa della continua pressione da parte di Lineker. Quest'ultimo lo colpì nuovamente con un gancio sinistro, chiudendo il match per KO.

## Risultati nelle arti marziali miste
| Risultato | Record | Avversario        | Metodo                               | Evento                                      | Data             | Round | Tempo | Città                    | Note                                        |
| --------- | ------ | ----------------- | ------------------------------------ | ------------------------------------------- | ---------------- | ----- | ----- | ------------------------ | ------------------------------------------- |
| Sconfitta | 17-4   | John Lineker      | KO (pugni)                           | UFC Fight Night: McDonald vs. Lineker       | 13 luglio 2016   | 1     | 2:43  | Sioux Falls, Stati Uniti |                                             |
| Vittoria  | 17-3   | Masanori Kanehara | Sottomissione (rear-naked choke)     | UFC 195: Lawler vs. Condit                  | 2 gennaio 2016   | 2     | 2:09  | Las Vegas, Stati Uniti   | Performance of the Night                    |
| Sconfitta | 16-3   | Urijah Faber      | Sottomissione (ghigliottina)         | UFC on Fox: Johnson vs. Benavidez 2         | 14 dicembre 2013 | 2     | 3:22  | Sacramento, Stati Uniti  |                                             |
| Vittoria  | 16-2   | Brad Pickett      | Sottomissione (triangolo)            | UFC Fight Night: Shogun vs. Sonnen          | 17 agosto 2013   | 2     | 3:43  | Boston, Stati Uniti      |                                             |
| Sconfitta | 15-2   | Renan Barão       | Sottomissione (triangolo di braccio) | UFC on Fuel TV: Barão vs. McDonald          | 16 febbraio 2013 | 4     | 3:57  | Londra, Regno Unito      | Per il titolo dei Pesi Gallo UFC ad Interim |
| Vittoria  | 15-1   | Miguel Torres     | KO (pugni)                           | UFC 145: Jones vs. Evans                    | 21 aprile 2012   | 1     | 3:18  | Atlanta, Stati Uniti     |                                             |
| Vittoria  | 14–1   | Alex Soto         | KO (pugni)                           | UFC 139: Shogun vs. Henderson               | 19 novembre 2011 | 1     | 0:56  | San Jose, Stati Uniti    |                                             |
| Vittoria  | 13–1   | Chris Cariaso     | Decisione (non unanime)              | UFC 130: Rampage vs. Hamill                 | 28 maggio 2011   | 3     | 5:00  | Las Vegas, Stati Uniti   |                                             |
| Vittoria  | 12–1   | Edwin Figueroa    | Decisione (unanime)                  | UFC Fight Night: Nogueira vs. Davis         | 26 marzo 2011    | 3     | 5:00  | Seattle, Stati Uniti     | Debutto in UFC                              |
| Vittoria  | 11–1   | Clint Godfrey     | Sottomissione (armbar)               | WEC 52: Faber vs. Mizugaki                  | 11 novembre 2010 | 1     | 2:42  | Las Vegas, Stati Uniti   | Debutto in WEC                              |
| Vittoria  | 10–1   | Cole Escovedo     | KO (pugni)                           | Tachi Palace Fights 5: Stars and Strikes    | 9 luglio 2010    | 2     | 1:12  | Lemoore, Stati Uniti     | Vince il titolo dei Pesi Gallo TPF          |
| Vittoria  | 9–1    | Manny Tapia       | KO Tecnico (pugni)                   | Tachi Palace Fights 3: Champions Collide    | 4 febbraio 2010  | 1     | 4:31  | Lemoore, Stati Uniti     |                                             |
| Vittoria  | 8–1    | Carlos Garces     | KO Tecnico (pugni)                   | Tachi Palace Fights 1                       | 8 ottobre 2009   | 1     | 2:01  | Lemoore, Stati Uniti     |                                             |
| Sconfitta | 7–1    | Cole Escovedo     | KO Tecnico (pugni)                   | PFC 13: Validation                          | 8 maggio 2009    | 2     | 2:25  | Lemoore, Stati Uniti     | Per il titolo dei Pesi Gallo PFC            |
| Vittoria  | 7–0    | Jason Georgianna  | KO Tecnico (pugni)                   | PFC 12: High Stakes                         | 22 gennaio 2009  | 1     | 2:38  | Lemoore, Stati Uniti     |                                             |
| Vittoria  | 6–0    | Randy Rodoni      | KO (pugno)                           | Gladiator Challenge 86: Day of the Dead     | 2 novembre 2008  | 1     | 0:47  | Porterville, Stati Uniti |                                             |
| Vittoria  | 5–0    | Fernando Arreola  | Sottomissione                        | Gladiator Challenge 84: Bad Blood           | 7 settembre 2008 | 1     | 3:49  | Porterville, Stati Uniti |                                             |
| Vittoria  | 4–0    | Javier Vargas     | KO Tecnico (pugni)                   | Gladiator Challenge 81: Lights Out          | 27 luglio 2008   | 1     | 1:38  | Porterville, Stati Uniti |                                             |
| Vittoria  | 3–0    | Steve Frano       | KO Tecnico (pugni)                   | Gladiator Challenge 78: No Limits           | 18 maggio 2008   | 1     | 1:17  | Porterville, Stati Uniti |                                             |
| Vittoria  | 2–0    | Dominic Pena      | Sottomissione (triangolo di braccio) | Gladiator Challenge 76: Alpha Dog Challenge | 17 marzo 2008    | 1     | 1:12  | Porterville, Stati Uniti |                                             |
| Vittoria  | 1–0    | Joe Corona        | Sottomissione (triangolo)            | Gladiator Challenge 71: Lock-N-Load         | 11 novembre 2007 | 1     | 1:17  | Porterville, Stati Uniti |                                             |